# Юнацька збірна Болгарії з футболу (U-19)
Юнацька збірна Болгарії з футболу (U-19) — національна футбольна збірна Болгарії, що складається із гравців віком до 19 років. Керівництво командою здійснює Болгарський футбольний союз. До зміни формату юнацьких чемпіонатів Європи у 2001 році функціонувала як збірна до 18 років.
Головним турніром для команди є Юнацький чемпіонат Європи з футболу (U-19), успішний виступ на якому дозволяє отримати путівку на Молодіжний чемпіонат світу, у якому команда бере участь вже у форматі збірної U-20. Також може брати участь у товариських і регіональних змаганнях.

## Виступи на міжнародних турнірах

### Чемпіонат світу U-19
| Рік  | Досягнення   |
| ---- | ------------ |
| 1985 | чвертьфінали |
| 1987 | чвертьфінали |

### Юнацький чемпіонат Балкан
| Рік  | Досягнення |
| ---- | ---------- |
| 1968 | переможець |
| 1970 | переможець |
| 1973 | переможець |

### Юнацький чемпіонат Європи з футболу (U-19)
| Рік  | Досягнення   |
| ---- | ------------ |
| 1959 | переможець   |
| 1963 | півфінали    |
| 1968 | півфінали    |
| 1969 | переможець   |
| 1973 | переможець   |
| 1974 | півфінали    |
| 1977 | віце-чемпіон |
| 1979 | віце-чемпіон |
| 1986 | чвертьфінали |